# Jazz (Queen)
Jazz is het zevende album van Queen. In juli 1978 startten de opnames voor het album, dat werd uitgebracht (op lp en Compact cassette) op de 10e november van dat jaar. Later werd het ook uitgebracht op cd. Over het album was nogal wat commotie. Zo gingen er wilde geruchten over het feest dat werd gegeven bij het uitbrengen. Ook over de clip van de eerste single, Bicycle Race, was nogal wat ophef. In de clip reden 50 naakte vrouwen op fietsen door het Wimbledon stadion, en op de originele cover van de single stond ook een naakte vrouw. Een foto van de modellen werd als poster bij het album geleverd. In verschillende landen, waaronder Amerika, verscheen het album zonder poster maar wel met een kaart waarmee de poster alsnog kon worden besteld.
Op 25 november 1978 kwam het album de Nederlandse top 50 binnen, waar het 19 weken in bleef staan. De hoogste positie die het album haalde was de vierde plek. Van het album haalden twee nummers de Nederlandse Top 40: "Bicycle Race"(7) en “Don’t stop me now”(14).

## Tracklist
1. Mustapha - (Mercury) (2:59)
2. Fat Bottomed Girls - (May) (4:14)
3. Jealousy - (Mercury) (3:11)
4. Bicycle Race - (Mercury) (2:58) *
5. If You Can't Beat Them - (Deacon) (4:14)
6. Let Me Entertain You - (Mercury) (2:59)
7. Dead On Time - (May) (3:23)
8. In Only Seven Days - (Deacon) (2:26)
9. Dreamer's Ball - (May) (3:29)
10. Fun It - (Taylor) (3:28)
11. Leaving Home Ain't Easy - (May) (3:11)
12. Don't Stop Me Now - (Mercury) (3:26) *
13. More of that Jazz - (Taylor) (4:10)

(*Singles)